# Ludwik Wciórka
Ludwik Wciórka (ur. 22 maja 1928 w Lesznie, zm. 1 listopada 2000 tamże) – polski teolog i duchowny katolicki, prałat i kanonik honorowy kapituły katedralnej poznańskiej. Dziekan Papieskiego Wydziału Teologicznego w Poznaniu w latach 1975–1978, prodziekan w latach 1981–1987. Profesor doktor habilitowany.

## Życiorys

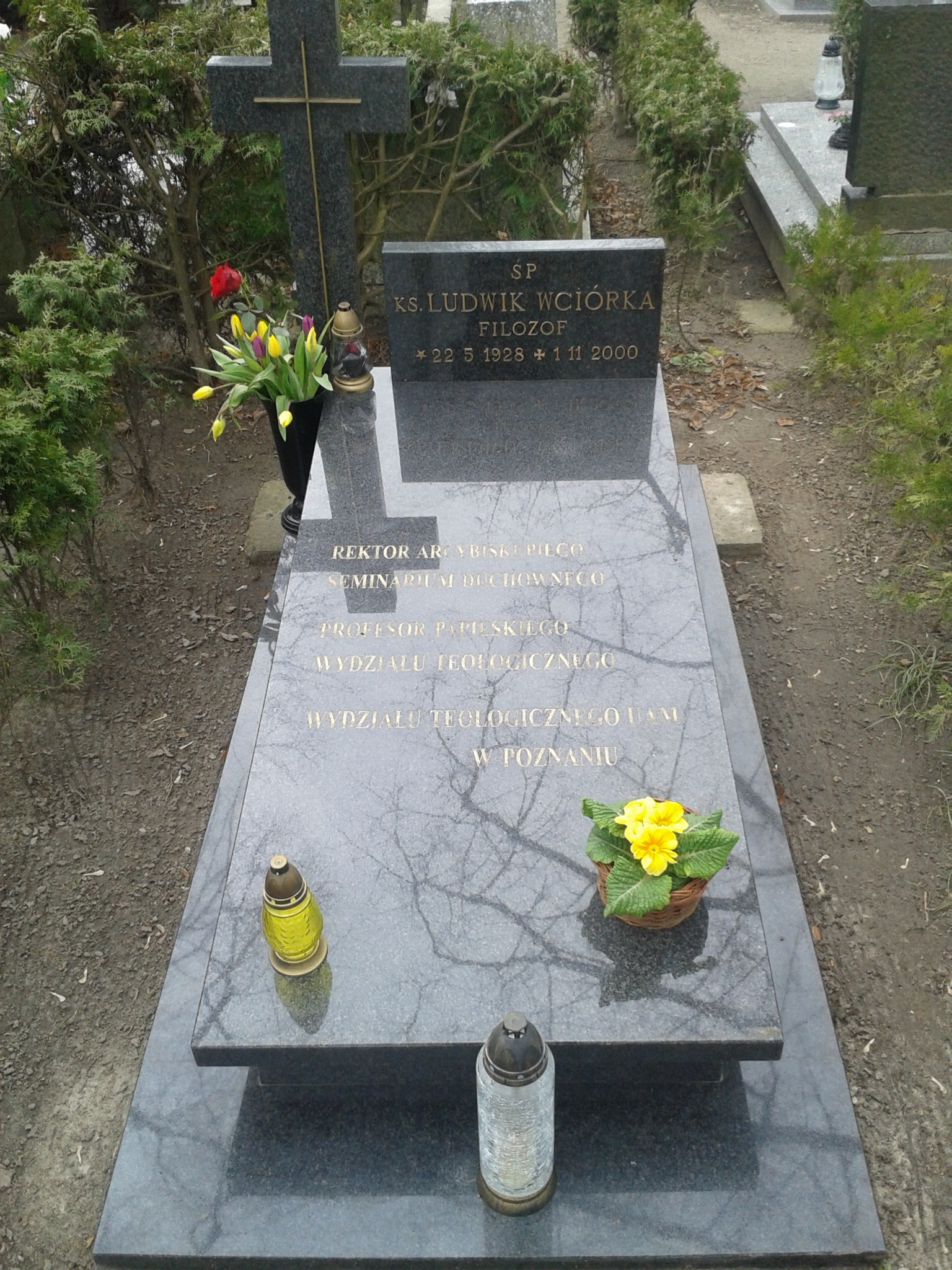
Grób ks. prof. Ludwika Wciórki na cmentarzu w Lesznie przy ulicy Kąkolewskiej

W maju 1945 ukończył Państwowe Liceum i Gimnazjum Męskie w Lesznie, a następnie wstąpił do Arcybiskupiego Seminarium Duchownego w Gnieźnie, święceń kapłańskich udzielił mu 27 maja 1954 ks. bp. Franciszek Jedwabski. Od 1956 przez cztery lata studiował filozofię na Katolickim Uniwersytecie Lubelskim, w kwietniu 1962 przedstawił pracę doktorską "System filozofowania Kanta w Krytyce czystego rozumu z punktu widzenia filozofii bytu". Od 1962 przez sześć lat ks. Ludwik Wciórka był profesorem Arcybiskupiego Seminarium Duchownego w Poznaniu, a następnie do 1973 Akademickiego Studium Teologicznego. W listopadzie 1971 uzyskał tytuł docenta Poznańskiego Wydziału Teologicznego. Kolokwium habilitacyjne miało miejsce 28 czerwca 1973 na Wydziale Filozofii Chrześcijańskiej Akademii Teologii Katolickiej w Warszawie, tematem pracy była "Ewolucja i stworzenie. Próba reinterpretacji problematyki ewolucji i stworzenia na podstawie tomistycznej koncepcji partycypacji", następnie przez rok był profesorem Poznańskiego Wydziału Teologicznego. 7 października 1974 uzyskał tytuł |profesora nadzwyczajnego i został profesorem w Papieskim Wydziale Teologicznym, z którym był związany do 1998. Od 1975 do 1978 pełnił tam funkcję dziekana, a pomiędzy 1981 a 1987 prodziekana. 28 czerwca 1997 arcybiskup Juliusz Paetz mianował roku go kanonikiem honorowym Poznańskiej Kapituły Metropolitalnej. W 1998 przeszedł do Wydziału Teologicznego UAM i był tam profesorem aż do śmierci w 2000.

## Twórczość
- Elementy antropologii filozoficznej;
- Filozofia człowieka;
- Filozofia i przyroda;
- Personalism and evolution ("Collectanea Theologica");
- Personalism and technics ("Filosofia Oggi");
- Powołanie człowieka;
- Teoria poznania;
- Szkice o Teilhardzie;
- Wiedzieć, że jest Bóg. Elementy teodycei.